# (7304) Namiki
(7304) Namiki est un astéroïde de la ceinture principale aréocroiseur.

## Description
(7304) Namiki est un astéroïde aréocroiseur. Il présente une orbite caractérisée par un demi-grand axe de 2,62 UA, une excentricité de 0,42 et une inclinaison de 9,6° par rapport à l'écliptique.

## Compléments